# Franciscodendron laurifolium
Franciscodendron laurifolium är en malvaväxtart som först beskrevs av Ferdinand von Mueller, och fick sitt nu gällande namn av B.P.M. Hyland och C.G.G.J. van Steenis. Franciscodendron laurifolium ingår i släktet Franciscodendron och familjen malvaväxter. Inga underarter finns listade i Catalogue of Life.